# Tracey Moffatt
Tracey Moffatt (AO) (nascuda el 12 de novembre de 1960) és una artista aborigen australiana que utilitza principalment fotografia i vídeo.
El 2017 va representar Austràlia a la 57a Biennal de Venècia amb la seva exposició individual, "My Horizon". Les seves obres es troben a les col·leccions de la Tate, Museum of Contemporary Art, Los Angeles, National Gallery of Australia, Art Gallery of South Australia i Galeria d'Art de Nova Gal·les del Sud.
Viu entre Sydney i Nova York.
Tot i que és més coneguda pels seus treballs fotogràfics, Moffatt ha creat nombroses pel·lícules, documentals i vídeos. El seu treball se centra sovint en els pobles aborígens australians i la manera com s'entenen en termes culturals i socials.

## Primers anys i educació
Moffatt va néixer a Brisbane l'any 1960 d'un pare blanc i una mare aborigen. Als tres anys va ser acollida fora de la seva família, va créixer com la gran de tres filles d'una família blanca i sovint la van deixar per tenir cura les seves germanes d'acollida.
Moffatt és llicenciat en comunicacions visuals al Queensland College of Art, es va graduar el 1982 i va rebre un doctorat honoris causa el 2004.
El 2020, Moffatt va rebre una beca d'honor de la Royal Photographic Society.

## Primers treballs
El primer curtmetratge de Moffatt va ser Nice Coloured Girls, fet el 1985. És una història de 16 minuts de tres joves dones aborígens mentre naveguen pel districte d'entreteniment de King's Cross que busquen diversió, presentat en un context retallat amb l'opressió històrica de les dones indígenes per part dels homes blancs. Gail Mabo va actuar en aquesta pel·lícula i també va ballar i va coreografiar un altre dels curtmetratges de Moffatt, Watch Out.
Per encàrrec del Murray Art Museum Albury i rodada als Link Studios de Wodonga, Something More (1989) és una sèrie fotogràfica composta per sis impressions vibrants en color Cibachrome i tres estampats en blanc i negre. Ara és una sèrie icònica de fotografies que van construir la primera sèrie de Moffatt amb atenció pública generalitzada, cadascun dels quals pren en préstec el llenguatge cinematogràfic per construir el que es descriu com "una narració enigmàtica d'una dona jove que busca més de la vida que les circumstàncies de la seva violenta educació rural." Night Cries (1989/1990) és una de les pel·lícules més conegudes de Moffatt. Inspirada en la clàssica pel·lícula australiana de 1955 Jedda, i compartint una estètica similar a Something More, explica la història d'una dona aborigen obligada a cuidar la seva mare blanca envellida.

## Dècada del 1990
Les sèries fotogràfiques de Moffatt o (1991) i Laudanum (1998) va tornar als temes de Something More explorant referències mixtes i de vegades fosques a qüestions de sexualitat, història, representació i raça. Altres sèries d'imatges, en particular Scarred for Life (1994) i Scarred for Life II (1999) on abordava novament aquests temes però feia referència al fotoperiodisme i als assaigs fotogràfics de la revista Life acompanyats de subtítols. Tot i que les paraules són convincents, no expliquen les imatges, de fet, tendeixen a augmentar la seva naturalesa enigmàtica com si més informació fos un camí sense sortida més.
A mesura que el seu treball avançava durant la dècada següent, Moffatt va començar a explorar narracions en entorns més gòtics. A Up in the Sky (1998) l'obra de l'artista va tornar a utilitzar una narració seqüencial, però en lloc d'utilitzar escenaris fantàstics, es va promulgar una història sobre les "generacions robades" d'Austràlia: nens indígenes australians que van ser presos a les seves famílies i traslladats a la força segons la política del govern i es va reprsentar a l'interior de Queensland. Igual que Something More, Up in the sky empra el tema de la raça i la violència, mostrant una narració solta amb el teló de fons d'una ciutat remota, 'un lloc de ruïna' i devastació poblada per personatges inadaptats i menors. És una de les sèries de fotografies més grans de Moffatt i pren les seves idees visuals del cinema modernista italià Accattone (1961) de Pier Paolo Pasolini. La història es basa en una relació triangular de races mixtes. D'aquesta obra, Moffatt va afirmar: "La meva obra està plena d'emoció i drama, pots arribar a aquest drama mitjançant una narració, i les meves narracions solen ser molt senzilles, però la retorço... hi ha una història, però... no hi ha un principi, un mig i un final tradicionals."

## Dècada del 2000
L'any 2000, el treball de Moffatt figurava entre els de vuit grups individuals o col·laboratius d'artistes indígenes australians inclosos en una gran exposició d'art indígena australià celebrada a la prestigiosa Nicholas Hall a l'Hermitage a Rússia. L'exposició va rebre una acollida positiva per part dels crítics russos, un dels quals va escriure:
| « | Es tracta d'una exposició d'art contemporani, no en el sentit que s'hagi fet recentment, sinó en el fet que es troba en la mentalitat, la tecnologia i la filosofia de l'art radical dels últims temps. Ningú, excepte els aborígens d'Austràlia, ha aconseguit exposar aquest art a l'Hermitage. | » |

El treball de Moffatt des de l'any 2000 ha retratat llocs i temes específics i s'ha preocupat de manera més explícita per la fama i la celebritat. La seva sèrie Fourth (2001) va utilitzar imatges d'esportistes dels Jocs Olímpics d'Estiu de 2000 que van quedar quarts en les seves diferents competicions. Buscant subratllar la seva condició de perdedors, les imatges es tracten de manera que només es ressalta l'ignoble quart lloc.
L'any 2003, la revista Australian Art Collector va nomenar Moffatt com un dels 50 artistes més col·leccionables del país.
Adventure Series (2004) és la sèrie de fantasia més descarada de Moffatt que utilitza telons de fons pintats, vestits i models (inclosa la mateixa artista) per representar una telenovel·la com un drama de metges, infermeres i pilots en un entorn tropical. Under The Sign of Scorpio (2005) és una sèrie de 40 imatges en què l'artista assumeix el personatge de dones famoses nascudes –com l'artista– sota el signe zodiacal d'Escorpió. La sèrie reitera els interessos constants de l'artista per la celebritat, els personatges alternatius i les realitats construïdes. La sèrie Portraits de Moffatt del 2007 explora la idea de "celebritat" entre les persones del seu cercle social immediat (membres de la família, companys d'artistes, el seu marxant) a través de representacions "glamoritzades" de les seves cares mitjançant tecnologia informàtica, enquadraments repetitius i colors brillants.
El 2008 Moffatt va celebrar la seva "primera exposició substancial fins a la data" a la Dia Art Foundation als Estats Units, amb la sèrie fotogràfica Up in the Sky (1997).

## Dècada del 2010
El 2017 Moffatt va ser seleccionada per representar Austràlia a la Biennal de Venècia per a la seva exposició individual "My Horizon", que va ser comissariada per Natalie King. L'exposició consta de dos vídeos, The White Ghosts Sailed In i Vigil, i dues sèries de fotografies, Body Remembers i Passage. My Horizon aborda els problemes del colonialisme i l'imperialisme a Austràlia i com afecta la població indígena. Aquesta biennal és la primera vegada des de 1997 que Austràlia està representada per un artista indígena.

## Dècada del 2020
Del 28 de maig al 24 de juliol de 2022, l'exposició Land Abounds, que inclou el treball dels germans Abdul Abdullah i Abdul-Rahman Abdullah, així com obres de vídeo de Moffatt, es presenta a la galeria NSW Southern Highlands de Ngununggula (que significa "pertinença". Abdul-Rahman va dir:
| « | Tracey Moffatt és una figura icònica per ambdós. Ella sosté un mirall d'un paisatge social que tots entenem, exposant la dinàmica de poder que consumim i promulguem. Les maneres en què els nostres treballs es comprometen i responen mútuament crea un diàleg multicapa que sempre sembla tornar a idees de percepció i poder. Què dicta la nostra percepció del món, com ens percebem i com participem en aquesta equació amb autonomia. | » |

## Treball de cinema i vídeo
El treball de Moffatt en cinema i vídeo ha inclòs curtmetratges, vídeo experimental i un llargmetratge. Els curtmetratges es basen en les característiques estilístiques del gènere del cinema experimental, que normalment inclouen escenaris narratius no realistes rodats sovint en escenaris sonors fent-se ressò del seu treball en fotografia fixa. Les primeres obres com Nice Colored Girls i Night Cries també utilitzen barreges de so que reforcen la 'falsedat' dels escenaris i utilitzen dispositius de cinema experimentals ben usats, com enregistraments de camp d'àudio i tons baixos per proporcionar atmosfera. Els seus vídeos breus com Artist (2000) utilitzen la metodologia cut up d'agafar imatges de fonts preexistents i reeditar-les en comentaris irònics sobre el material -Artist per exemple. fent un comentari sobre el paper clixé de l'artista al cinema de Hollywood, i la seva Doomed (2007) –realitzada en col·laboració amb l'artista Gary Hillberg– una col·lecció d'escenes de destrucció de pel·lícules de desastres. El seu llargmetratge Bedevil és un trio de narracions temàtiques sobre esperits i fantasmes.

### Night Cries: A Rural Tragedy (1989)
Concebuda inicialment com una sèrie de vinyetes gairebé estàtiques, Night Cries reitera molts dels motius visuals de Moffatt de la seva fotografia fixa: escenografies, no actuacions, un ús evocador del so i la música. A Night Cries, Moffatt intenta dibuixar connotacions iròniques o romàntiques en juxtaposició a les imatges i narracions, com ara el seu ús de Jimmy Little. Moffatt també fa referències explícites a la història de l'art australià, fent paral·lelismes entre la història indígena i l'enregistrament del paisatge per part d'artistes no indígenes citant artistes com The Pioneer de Frederick McCubbin. El curtmetratge va ser seleccionat per a la competició oficial de curtmetratges al 43è Festival Internacional de Cinema de Canes l'any 1990.
A la pel·lícula, Moffatt recorda i mostra la història del passat colonial dels aborígens. La pel·lícula crea connexions entre els aborígens i els seus colonitzadors tocant els sistemes que van utilitzar els colonitzadors per danyar i posar els aborígens en desavantatge. A la pel·lícula, hi ha una clara tensió i sentiments barrejats entre els personatges, un és una dona blanca i l'altre una dona aborigen, que interpreten la mare i la filla adoptives, respectivament.
Moffatt utilitza diferents aspectes de la colonització dels pobles aborígens per il·lustrar els danys i els esdeveniments perjudicials que hi van tenir lloc, recordant als espectadors la passada història colonial.

### Bedevil (1993)
Exhibida al 46è Festival Internacional de Cinema de Canes, Bedevil està composta per tres narracions autònomes amb motius visuals recurrents. A la primera història Mister Chuck Moffatt utilitza el personatge d'un soldat americà, a la segona part les vies del tren Choo Choo Choo Choo connecten una sèrie d'esdeveniments i a la part final Lovin' the Spin I'm in un propietari que desallotja una família d'una casa. Les imatges es van inspirar en part en records dels seus primers anys.

### Heaven (1997)
La pel·lícula de Moffatt, Heaven, és un muntatge voyeurístic d'imatges que mostren homes canviant a les platges d'Austràlia.

### Lip (1999)
A Lip, Moffatt recull clips de criats negres a pel·lícules de Hollywood parlant amb els seus "caps", intentant exposar les actituds cap a la raça que sovint es troben al cinema convencional. A més, aquesta pel·lícula està escrita sobre dues dones, una blanca i una negra. En aquesta pel·lícula, la història mostra el conflicte entre la dona blanca i la dona negra que és la seva criada. Mostra les tensions racials.

### Artist (2000)
Artist de Moffatt és una col·lecció de clips de pel·lícules i programes de televisió que representen artistes treballant, interpretant i en l'acte de creació. En mostrar el biaix particular de la televisió i el cinema pel que sembla aparentment significar el paper d'un artista per a la societat moderna, la pel·lícula reflecteix la visió de vegades poc informada i de vegades humorística de la societat cap als artistes actuals.

## Filmografia
- Nice Coloured Girls (1987)
- Watch Out
- Moodeitj Yorgas (1988)
- A Change of Face (1988)
- It’s Up to You (1989)
- Night Cries: A Rural Tragedy (1990)
- Bedevil (1993)
- INXS: The Messenger (1993)
- Heaven (1997)
- Artist (1999)
- Lip (1999)
- Love (2003)
- Doomed (2007)
- Revolution (2008)
- Mother (2009)
- Other (2009)
- The White Ghosts Sailed In (2017) - Exhibició d'art.
- Vigil (2017) - Exhibició d'art.